# 최영찬
최영찬(崔暎讚, 1999년 9월 1일~)은 대한민국의 바둑 기사이고, 최규병 九단의 아들이다. 2013년에 15세로 프로 바둑에 입단했다.

## 약력
전북 부안 출신으로, 2002년 3월경에 서울특별시 은평구 대조동으로 이주해, 2011년 제11회 어린이 세계어린이국수전 최강부에서 준우승을 차지했다. 2013년 제2회 영재 입단대회를 통해 프로에 입단했고 제2회 합천군 초청 미래포석열전 본선에 진출했다. 2015년 제3기 하찬석 국수배 영재바둑대회 4강에 올랐으며 2016년 제35회 KBS바둑왕전 48강전에 진출했다. 2017년 1월 12일, 2단으로 승단했고, 같은해 제5기 합천군 초청 하찬석 국수배 영재바둑대회에서 준우승을 차지했다. 2017 리민배 세계 신예 바둑 최강전 결선 32강과 제5회 메지온배 오픈신인왕전 본선 16강, 2017 크라운해태배 본선 32강에 각각 진출했다. 2018년 6월 12일, 3단으로 승단했다.